# Nina Horaczek

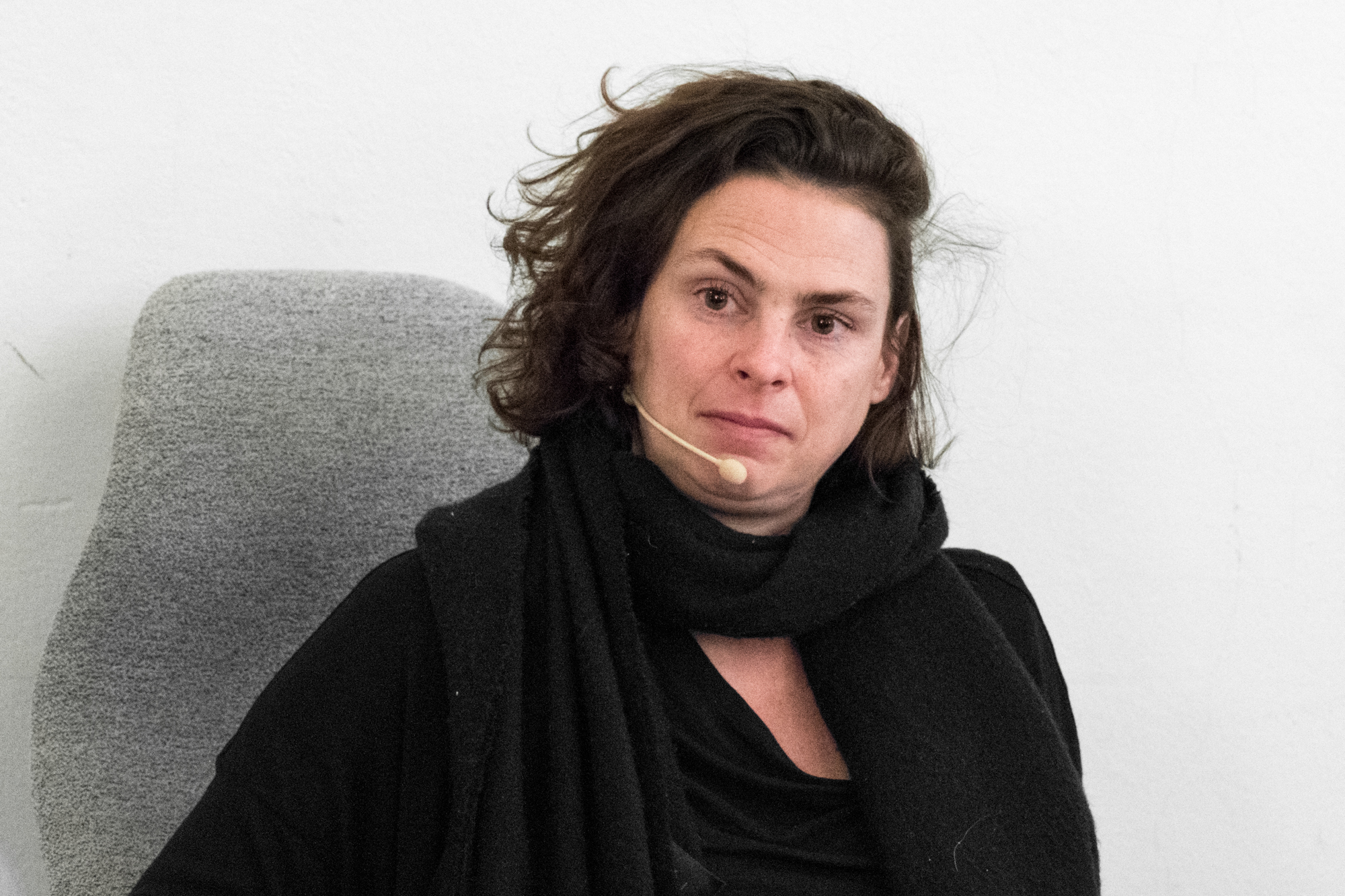
Nina Horaczek (2019)

Nina Horaczek (* 1977 in Wien) ist eine österreichische Journalistin und Publizistin. Sie ist Chefreporterin der Wiener Stadtzeitung Falter.

## Leben
Horaczek studierte Politikwissenschaften. Seit dem Jahr 2000 arbeitet sie als Politredakteurin bei der Wiener Stadtzeitung Falter. Derzeit ist sie dort Chefreporterin und Koordinatorin für Reportagen. Sie veröffentlichte darüber hinaus u. a. Beiträge im jüdischen Kulturmagazin Nu und in der Wochenzeitung Die Zeit.

## Auszeichnungen

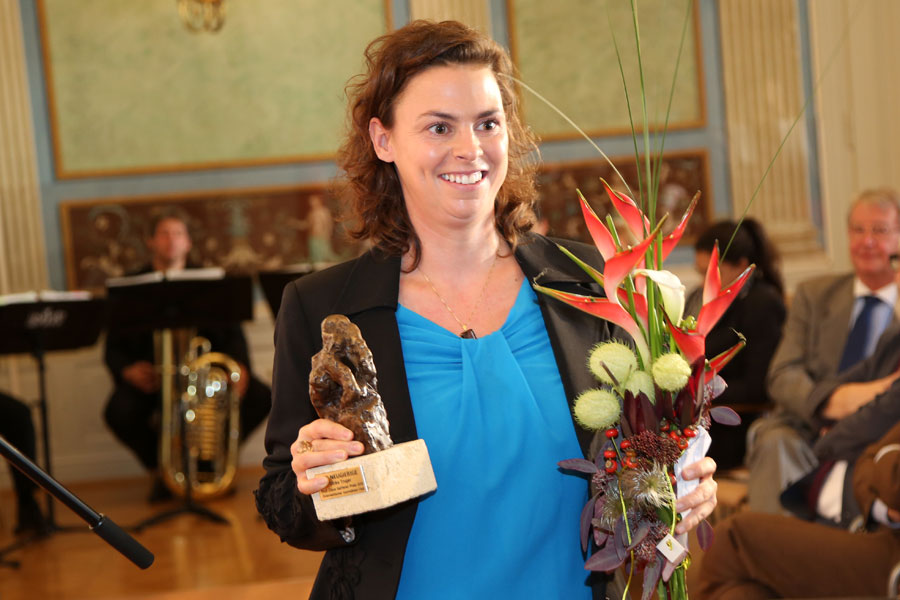
Nina Horaczek mit dem Prof. Claus Gatterer-Preis (2013)

- 2002: Die Spitze Feder – Förderpreis für junge Journalistinnen
- 2005: Solidarität-JournalistInnenpreis für engagierte und herausragende Berichterstattung über die Arbeitswelt, soziale Anliegen und ArbeitnehmerInnen relevante Themen
- 2006: Prälat-Leopold-Ungar-JournalistInnenpreis
- 2007: AK-Wissenschaftspreis für hervorragende wissenschaftliche Arbeiten
- 2009: Leading Ladies Award, Kategorie Medien (gemeinsam mit Claudia Reiterer)
- 2011: Concordia-Preis, Kategorie Menschenrechte
- 2013: Prof. Claus Gatterer-Preis
- 2015: Bruno-Kreisky-Preis für das politische Buch für Gegen Vorurteile
- 2016: Wissenschaftsbuch des Jahres in der Kategorie Junior-Wissensbücher für Gegen Vorurteile[3]
- 2016: Dr.-Karl-Renner-Publizistikpreis in der Kategorie Print[4]
- 2025: Ferdinand-Berger-Preis[5]

## Schriften (Auswahl)

### Monografien
- Das Streikjahr 2003. Von der sozialpartnerschaftlichen Konsens- zur Konfliktdemokratie? Die politischen Auswirkungen der Streiks 2003 unter besonderer Berücksichtigung des ÖGB. ÖGB-Verlag, Wien 2007, ISBN 978-3-7035-1310-7.
- Mit Claudia Reiterer: HC Strache. Sein Aufstieg. Seine Hintermänner. Seine Feinde. Ueberreuter, Wien 2009, ISBN 978-3-8000-7417-4.
- Mit Sebastian Wiese: Handbuch gegen Vorurteile. Von Auschwitzlüge bis Zuwanderungstsunami. Czernin, Wien 2011, ISBN 978-3-7076-0392-7.
- Mit Walter Ötsch: Populismus für Anfänger. Anleitung zur Volksverführung. Westend Verlag, Frankfurt 2017, ISBN 978-3-86489-196-0.
- Mit Barbara Tóth: Sebastian Kurz: Österreichs neues Wunderkind? Residenz-Verlag, Salzburg 2017, ISBN 978-3-7017-3451-1.
- Wehrt euch! Wie du dich in einer Demokratie engagieren und die Welt verbessern kannst. Czernin, Wien 2007, ISBN 978-3-7076-0675-1.
- Kickl beim Wort genommen. Czernin Verlag, Wien 2024, ISBN 978-3-7076-0855-7.
- Mit Doris Schmidauer: Land der Töchter zukunftsreich, Molden, 2025, ISBN 978-3-222-15134-7.

### Beiträge in Sammelbänden
- Vom Reisen und Überleben. In: Heinz Fronek, Irene Messinger (Hrsg.): Handbuch Unbegleitete Minderjährige Flüchtlinge. Recht, Politik, Praxis, Alltag, Projekte. Mandelbaum, Wien 2002, ISBN 3-85476-076-0, S. 98 ff.
- Mit Claudia Reiterer: Tanz den HC Strache. In: Thomas Hofer, Barbara Tóth (Hrsg.): Wahl 2008. Strategien, Sieger, Sensationen. Molden, Wien/Graz/Klagenfurt 2008, ISBN 978-3-85485-235-3, S. 117 ff.
- „Echte Patrioten“ gegen „Österreich-Vernaderer“. Bis heute setzen Volkspartei und Freiheitliche auf die EU-Sanktionen als Druckmittel gegen den politischen Gegner. In: Martin Strauß, Karl-Heinz Ströhle (Hrsg.): Sanktionen. 10 Jahre danach: Die Maßnahmen der Länder der Europäischen Union gegen die österreichische Regierung im Jahr 2000. Studienverlag, Innsbruck-Wien-Bozen 2010, ISBN 978-3-7065-4823-6, S. 135 ff.
- Jetzt sind wir unsere eigenen Gäste. In: Klaus Hofstätter, Herbert Langthaler (Hrsg.): Well, Come! Literarische und fotografische Portraits von jugendlichen Flüchtlingen und ihren Patinnen und Paten. Mandelbaum, Wien 2011, ISBN 978-3-85476-371-0.
- Mit Sebastian Wiese: Gegen Vorurteile. Wie du dich mit guten Argumenten gegen blöde Behauptungen wehrst. Czernin, Wien 2015,  ISBN 978-3-7076-0493-1.